# Leandro Izaguirre
Leandro Izaguirre (* 13. Februar 1867 in Mexiko-Stadt; † 26. Februar 1941 ebenda) war ein mexikanischer Maler und Illustrator.

## Leben

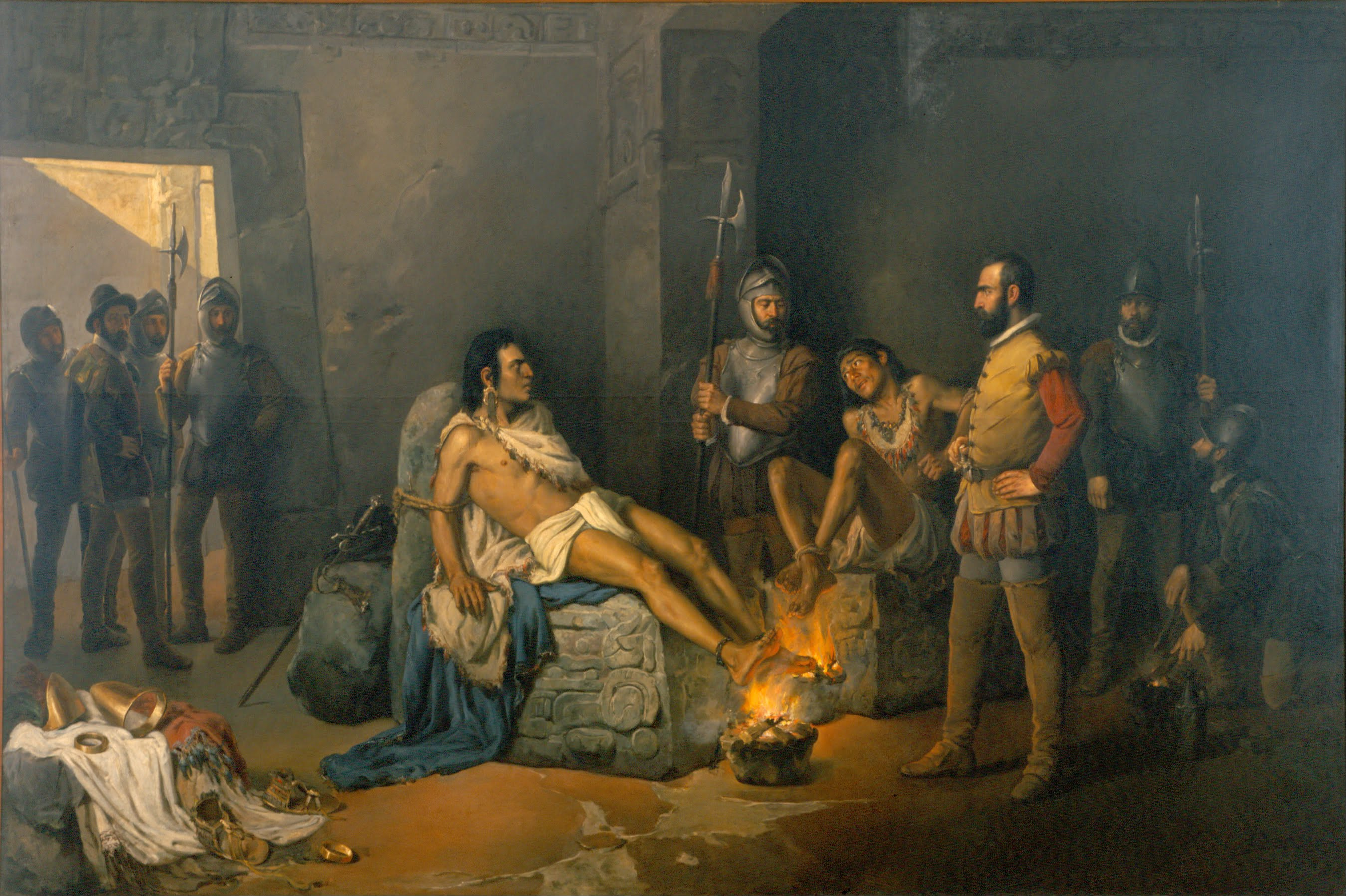
El suplicio de Cuauhtémoc, 1892

Izaguirre studierte ab 1884 unter Santiago Rebull und José Salomé Piña an der Escuela Nacional de Bellas Artes (ENBA) in seiner Heimatstadt und im Anschluss vier Jahre in Europa. Sein bekanntestes Bild entstand 1892 und trägt den Titel El suplicio de Cuauhtémoc (Die Qual Cuauhtémocs). Im Rahmen einer Ausstellung in Philadelphia wurde er 1893 mit einer Medaille dafür ausgezeichnet. Nach dem Tod Juan Urrichis übernahm er ebenfalls 1893 dessen Nachfolge und lehrte als Professor für Zeichnen an der ENBA. Zudem arbeitete er einige Zeit als Illustrator bei der Zeitung Mundo ilustrado. In Hinblick auf die bevorstehende Gründung des Secretaría de Educación Pública entsandte ihn Präsident Díaz von 1904 bis 1906 als Inspektor nach Europa. Danach lehrte er wieder an der ENBA.